# I Look to You
Pour l’article homonyme, voir I Look to You (chanson).
Albums de Whitney Houston
The Ultimate Collection
(2007)
Singles
I Look to You est le septième et dernier album de la chanteuse américaine Whitney Houston. Il a été lancé en Europe entre le 28 et le 31 août 2009 selon les pays (mis à part le Royaume-Uni où sa sortie a été repoussée au 19 octobre 2009) et le 31 août aux États-Unis.
L'album est un mélange de R&B, de ballades et de dance music. Cet album, le premier de Whitney depuis 6 ans, s'il suit les tendances actuelles de la musique, reste également fidèle à ce que la chanteuse représente et à l'impact immense qu'elle a eu sur le monde de la musique au cours de ses 23 ans de carrière. Parmi les producteurs et auteurs qui ont participé à la réalisation de l'album, on[Qui ?] compte Swizz Beatz, Stargate, Johnta Austin, Alicia Keys, L.Burri, Harvey Mason, Jr., et Akon, qui apparait d'ailleurs en duo sur le titre Like I never left.
Le 2 septembre 2009, Whitney Houston a participé au concert organisé par la chaîne américaine ABC à New York dans le cadre de l'émission Good Morning America. Elle y a interprété pour la toute première fois le premier single extrait de son album, intitulé Million dollar Bill, ainsi que les chansons I Look to You, My Love Is Your Love et I'm Every Woman. Ce concert lance ainsi le début de la tournée de promotion de I Look to You aux États-Unis et en Europe.

## Genèse de l'album
Annoncé depuis 2006 par Clive Davis, I Look to You fut d'abord baptisé Undefeated et des artistes comme John Legend, Ne-Yo ou encore will.i.am furent évoqués pour la réalisation de cet opus. Le titre finalement retenu sera I Look To You. Les producteurs qui ont participé à cette aventure sont Swizz Beatz/Alicia Keys, Danja, Diane Warren et Akon.

## Promotion de l'album
Le 14 septembre 2009, quelques mois après la parution de I Look To You, Whitney participa à la célèbre émission d'Oprah Winfrey. Durant cet entretien, elle évoqua son ancienne addiction aux drogues, son douloureux divorce avec le chanteur Bobby Brown et même de la perte de puissance de sa voix

## Réception
Lors de sa sortie, l'album reçut un succès immédiat puisque 300 000 exemplaires furent vendus la 1re semaine d'exploitation.

### Singles extraits
Originellement interprété par Loleatta Holloway et écrit par Norman Harris, le titre We're Getting Stronger fut samplé par le producteur Swizz Beatz pour les soins du morceau Million Dollar Bill. Remis au goût du jour, les textes furent réécrits par la chanteuse Alicia Keys.
Écrit par R. Kelly, I Look to You pour Nina Desbiolles, est le second extrait de l'album du même nom.

## Liste des titres
1. Million Dollar Bill (Harris, Norman/Alicia Keys/Swizz Beatz)
2. Nothin' But Love (Golde, Franne/Garibay, Fernando/Livingston, Kasia/Hills, Nathaniel)
3. Call You Tonight (Tor Erik Hermansen/Austin, Johnta/Eriksen, Mikkel S.)
4. I Look to You (R.Kelly)
5. Like I Never Left (Whitney Houston/Thiam, Aliaune/Kelly, Claude/Tuinfort, Giorgio)
6. A Song For You (Leon Russell)
7. I Didn't Know My Own Strength (Whitney Houston, Diane Warren)
8. Worth It (Hudson, Eric/Austin, Johnta)
9. For The Lovers (Araica, Marcella/Hills, Nathaniel/Kelly, Claude)
10. I Got You (W.Houston/Thiam, Aliaune/Kelly, Claude/Giorgio Tuinfort, Giorgio)
11. Salute (R. Kelly)